# Жилой дом (улица Гоголя, 8)
Жилой дом, Дом гостиницы или Дом, где размещался штаб Таращанского полка — памятник архитектуры и памятник истории местного значения в Нежине. 

## История
Решением исполкома Черниговского областного совета народных депутатов трудящихся от 31.05.1971 № 286 присвоен статус памятник истории местного значения с охранным № 124 под названием Дом, где размещался штаб Таращанского полка, который брал участие в освобождении города от войск Директории УНР в 1919 году.
Приказом Министерства культуры и туризма от 21.12.2012 № 1566 присвоен статус памятник архитектуры местного значения с охранным № 10015-Чр под названием Жилой дом.
Приказом Департамента культуры и туризма, национальностей и религий Черниговской областной государственной администрации от 12.11.2015 № 254 для памятника истории используется новое названием — Дом гостиницы.

## Описание
В январе 1919 года в доме штаб Таращанского полка, который брал участие в освобождении города от войск Директории УНР.
В 1967 году на фасаде дома была установлена мемориальная доска Таращанскому полку, в 1987 году заменена новой (мрамор, 0,4×0,4 м), ныне демонтирована.